# Butspolder
De Butspolder of Boudin Butspolder is een polder in de Belgische gemeente Knokke-Heist.  De polder is genoemd naar een zekere Boudin Buts.
De polder werd ingepolderd tussen 1255 en 1259.
De polder bevindt zich ten westen van de Vagevuurpolder en ten oosten van de Volkaartsgotepolder.
Het noordelijke deel van de inpolderingsdijk werd in het begin van de 15de eeuw herbedijkt en staat is beter gekend als de Graaf Jansdijk.